# Сильвестров, Андрей Вячеславович
Андре́й Вячесла́вович Сильве́стров (род. 2 сентября 1972, Москва) — российский кинорежиссёр, продюсер, актёр и художник.

## Биография
В молодые годы посещал Клуб юных искусствоведов при ГМИИ им. А. Пушкина. Сдружился там с Дмитрием Троицким, Степаном Лукьяновым и Михаилом Игнатьевым. Вместе они создали арт-группу «Му-зей», которая вошла в историю российского искусства серией перформансов «Интенсивный курс» (1992). Во время своего существования коллектив не обратил на себя большого внимания критики, но в следующем десятилетии видеодокументация их перформансов получила со стороны искусствоведов ретроспективный интерес.
Окончил[когда?] факультет истории искусств Российского государственного гуманитарного университета и Мастерскую индивидуальной режиссуры Бориса Юхананова.
Один из основателей и программный директор киноклуба «Сине Фантом». Почётный президент Канского видеофестиваля (проходит в сибирском городе Канске) в 2002–2019 годах. Вместе с другими учредителями «Сине Фантома» был номинирован на премию «Инновация-2010» за введение дискуссионной практики в клубе и её документацию.

## Творчество
Представитель второго поколения режиссёров параллельного кино, работает на стыке независимого кинематографа и современного искусства. Время от времени заходит на территорию театра (полнометражный фильм «Прорубь» также имел и театральную версию, которая демонстрировалась публике в Центре им. Вс. Мейерхольда). Имеет большой опыт постановки зрелищных шоу, празднеств и церемоний награждения.
В 1997–1998 годах совместно с Владимиром Левашовым выпускал видеоальманах о современном искусстве «Свой журнал».
В 2000 году вместе с Павлом Лабазовым, своим частым соавтором, придумал видеопроекции к оратории «Страсти по Матфею-2000». В Большом театре создал видеодекорации для опер «Снегурочка» (постановка Дмитрия Белова, 2002) и «Мазепа» (постановка Роберта Стуруа, 2004).
Наиболее известной полнометражной работой Андрея Сильвестрова является фильм «Волга-Волга» — квир-деконструкция советской музыкальной комедии 1930-х годов (у фильма 2006 года два режиссёра — Павел Лабазов и Андрей Сильвестров, иногда к авторам фильма причисляют Владислава Мамышева-Монро, исполнителя роли Любови Орловой/письмоносицы).
В соавторстве с художником и поэтом Юрием Лейдерманом снял и составил две полнометражные картины «Бирмингемский орнамент» и «Бирмингемский орнамент 2», а также три короткометражных фильма.
Продюсировал политическую драму Светланы Басковой «За Маркса...» (2012), два документальных фильма Ольги Столповской, кинотрилогию Олега Мавроматти «Дуракам здесь не место»/«Обезьяна, страус и могила»/«Полупроводник» (2015–2018).
Разрабатывает концепцию коллективного кино, в рамках которой были сняты фильмы «Россия как сон» (2016) и «Облако Волгоград» (2018), альманах «Сны на районе» (2019). С осени 2019 года ведёт Мастерскую коллективного кино в образовательном пространстве «Пушкинский.Youth» ГМИИ им. А. Пушкина.

## Фильмография

### Полный метр
Фильмы Андрея Сильвестрова продолжительностью не менее 52 мин.
| Год  | Фильм                                | Примечания | Статус   | Статус   |
| Год  | Фильм                                | Примечания | Режиссёр | Продюсер |
| ---- | ------------------------------------ | --- | -------- | -------- |
| 2006 | «Волга-Волга» (67 мин)               | в соавторстве с П. Лабазовым; премьера фильма состоялась на Роттердамском кинофестивале (2006); премия Кандинского-2007 за медиапроект года                                                                                  | Да       | Да       |
| 2009 | «Мозг» (70 мин)                      | режиссура А. Сильвестрова при участии М. Игнатьева, в фильме использована компьютерная графика А. Панькина, А. Лобанова и А. Склизнёва                                                                                       | Да       | Да       |
| 2010 | «Дом на Фурманном» (53 мин)          | документальный, автор идеи — М. Миндлин, премьера прошла в рамках киевского «Гогольфеста» (2010) | Да       |          |
| 2011 | «Бирмингемский орнамент» (67 мин)    | в соавторстве с Ю. Лейдерманом; участник программы «Горизонты» Венецианского кинофестиваля (2011) и конкурсант московского фестиваля «2morrow/Завтра» (2011); также фильм участвовал в 1-й Бергенской ассамблее (2013)       | Да       |          |
| 2012 | «За Маркса...» (103 мин)             | реж. и сценарист Светлана Баскова; фильм был показан в программе «Форум» на Берлинале-2013; участник конкурса на «Кинотавре-2012»; премия кинокритиков «Белый слон» в номинации «Событие года» (2012)                        |          | Да       |
| 2012 | «Мечта олигарха» (104 мин)           | реж. Олег Хайбуллин, по мотивам романа Ю. Мамлеева «Блуждающее время» |          | Да       |
| 2012 | «Якиманка. 90-е» (56 мин)            | документальный, второй режиссёр — Юлия Овчинникова | Да       |          |
| 2013 | «Бирмингемский орнамент 2» (88 мин)  | в соавторстве с Ю. Лейдерманом; специальная премия жюри CinemaXXI Римского кинофестиваля (2013) | Да       | Да       |
| 2015 | «Дуракам здесь не место» (87 мин)    | реж. и сценарист Олег Мавроматти; премьера фильма состоялась в рамках программы «Сигналы: повседневная пропаганда» на Роттердамском кинофестивале (2015)                                                                     |          | Да       |
| 2015 | «Год литературы» (63 мин)            | документальный, реж. и сценарист Ольга Столповская; премьера прошла на «Артдокфесте-2015», фильм участвовал в основном конкурсе «Кинотавра» (2016)                                                                           |          | Да       |
| 2015 | «Эликсир» (83 мин)                   | реж. Даниил Зинченко; фильм был включён в программу «Форум» Берлинале-2016 |          | Да       |
| 2016 | «Россия как сон» (71 мин)            | с 21 соавтором (первый фильм из проекта «Мастерская коллективного кино»), кроме того А. Сильвестрову принадлежит идея фильма; картина получила приз в рамках конкурса киноальманахов «Омнибус» на фестивале «Киношок» (2016) | Да       | Да       |
| 2016 | «Прорубь» (69 мин)                   | фильм-сказка, участник основного конкурса «Кинотавра» (2017) | Да       | Да       |
| 2017 | «Обезьяна, страус и могила» (95 мин) | реж. Олег Мавроматти; премьера фильма случилась на «Артдокфесте-2017», там же картина удостоилась специального приза жюри |          | Да       |
| 2017 | «Тетраграмматон» (65 мин)            | коллажная анимация, реж. Клим Козинский; фильм-конкурсант фестивалей «Дух огня» и Beat Film Festival |          | Да       |
| 2018 | «Полупроводник» (77 мин)             | реж. Олег Мавроматти, премьера фильма состоялась в рамках программы «Crème de la crème» на фестивале «Дух огня» (2019) |          | Да       |
| 2018 | «Страх внизу живота» (59 мин)        | мокьюментари, реж. Ольга Столповская, конкурсант документальной секции «Жизнь» на фестивале «Движение» (2018) |          | Да       |
| 2021 | «Блинная машина» (77 мин)            | реж. Олег Мавроматти, мировая премьера состоялась 22 октября 2021 года на фестивале «DocLisboa». |          | Да       |
| 2023 | Вверх, вниз                          | документальный, 70 мин., история Великой Цифровой Революции 90-х годов, навсегда изменившая наших героев и весь мир. | Да       |          |

### Короткий метр
| Год  | Фильм                                           | Примечания | Статус   | Статус   |
| Год  | Фильм                                           | Примечания | Режиссёр | Продюсер |
| ---- | ----------------------------------------------- | --- | -------- | -------- |
| 1993 | «Алёна Штерн» (25 мин)                          | в соавторстве с Д. Троицким | Да       |          |
| 1994 | «Вишнёвая косточка» (10 мин)                    | в соавторстве с М. Игнатьевым | Да       |          |
| 1996 | «Охота на Кибагов» (15 мин)                     | в соавторстве с М. Игнатьевым | Да       |          |
| 1997 | «Судьба» (15 мин)                               | в соавторстве с М. Игнатьевым | Да       |          |
| 1998 | «Простые истории» (50 мин)                      | в соавторстве с В. Левашовым; фильм также является третьим выпуском альманаха «Свой журнал»                                                                      | Да       |          |
| 1999 | «Ной» (1 мин 5 с)                               | 1992/1999 | Да       |          |
| 1999 | «Призрачная надежда. Эпизод 1» (19 мин)         | в соавторстве с П. Лабазовым | Да       |          |
| 2000 | «Сон»                                           | в соавторстве с П. Поспеловым | Да       |          |
| 2000 | «Туристы» (20 мин)                              | в соавторстве с П. Лабазовым | Да       |          |
| 2000 | «10 заповедей» (11 мин)                         | в соавторстве с П. Лабазовым | Да       |          |
| 2000 | «Девушки, сны и видео» (31 мин)                 | в соавторстве с В. Левашовым и Д. Эльяшевым | Да       |          |
| 2001 | «Все мужчины — козлы» (17 мин)                  | в соавторстве с П. Лабазовым | Да       |          |
| 2001 | «Все бабы — дуры» (16 мин)                      | реж. Надежда Бакурадзе |          | Да       |
| 2001 | «12 видов Красноярска»                          | в соавторстве с В. Мизиным | Да       |          |
| 2002 | «Шайтан»                                        | в соавторстве с Н. Золотухиным и М. Шенфельдом | Да       |          |
| 2003 | «Профессионал»                                  | в соавторстве с А. Ирышковым | Да       |          |
| 2003 | «Кефирные грибки отправляются в полёт» (25 мин) | в соавторстве с Ю. Лейдерманом, фильм-конкурсант фестиваля «Киношок» (2004)                                                                                      | Да       |          |
| 2008 | «Интенсивный курс» (32 мин)                     | документальный | Да       |          |
| 2011 | «Лес в лесу» (8 мин)                            | в соавторстве с Ю. Лейдерманом; видео было снято для проекта В. Мизиано «Невозможное сообщество», в 2012 году выставочный проект был отмечен премией «Инновация» | Да       |          |
| 2015 | «Одесса. Фрагмент 205» (30 мин)                 | в соавторстве с Ю. Лейдерманом | Да       |          |
| 2018 | «Страна странных аффектов» (20 мин)             | в соавторстве с У. Гершовичем | Да       |          |
| 2018 | «Discovering Utopia» (40 мин)                   | документальный, снят для Лондонской биеннале дизайна | Да       | Да       |
| 2018 | «Облако Волгоград» (29 мин)                     | с 13 соавторами, конкурсант документальной секции «Жизнь» на фестивале Движение (2018)                                                                           | Да       |          |
| 2019 | «Сны на районе» (90 мин)                        | альманах из 13 короткометражек разных авторов; А. Сильвестров обозначен в проекте как художественный руководитель; конкурсант фестиваля «Дух огня» (2020)        |          | Да       |
| 2019 | «Сны на районе. Восьмёрка»                      | веб-сериал | Да       |          |

### Внешние ссылки
Многие фильмы А. Сильвестрова выложены для свободного ознакомления на видеохостингах «YouTube» и «Vimeo».
| Внешние видеофайлы | Внешние видеофайлы                                                                |
| ------------------ | --------------------------------------------------------------------------------- |
| Ранние фильмы      |                                                                                   |
|                    | Вишнёвая косточка (1994) — 10 мин реж. М. Игнатьев и А. Сильвестров               |
|                    | Ной (1992/1999) — 1 мин 5 с реж. А. Сильвестров                                   |
|                    | Девушки, сны и видео (2000) — 31 мин реж. В. Левашов, А. Сильвестров и Д. Эльяшев |

| Внешние видеофайлы     | Внешние видеофайлы                                                  |
| ---------------------- | ------------------------------------------------------------------- |
| Свой журнал (альманах) |                                                                     |
|                        | Выпуск 0 (1997) — 1 ч 53 мин                                        |
|                        | Выпуск 1 (1997) — 58 мин реж. альманаха В. Левашов и А. Сильвестров |

| Внешние видеофайлы                 | Внешние видеофайлы                                   |
| ---------------------------------- | ---------------------------------------------------- |
| Совместные работы с Ю. Лейдерманом |                                                      |
|                                    | Кефирные грибки отправляются в полёт (2003) — 25 мин |
|                                    | Лес в лесу (2011) — 8 мин                            |
|                                    | Бирмингемский орнамент (2011) — 1 ч 7 мин            |
|                                    | Бирмингемский орнамент 2 (2013) — 1 ч 28 мин         |
|                                    | Одесса. Фрагмент 205 (2015) — 30 мин                 |

| Внешние видеофайлы    | Внешние видеофайлы                                                                                     |
| --------------------- | --- |
| Документальные фильмы | |
|                       | Дом на Фурманном (2010) — 53 мин реж. А. Сильвестров; посвящён московскому арт-сквоту в Фурманном пер. |
|                       | Якиманка. 90-е (2012) — 56 мин реж. А. Сильвестров; о Центре современного искусства на Якиманке        |
|                       | Discovering Utopia (2018) — 40 мин реж. А. Сильвестров; о ВНИИТЭ                                       |

| Внешние видеофайлы | Внешние видеофайлы                                                                                |
| ------------------ | ------------------------------------------------------------------------------------------------- |
| Волга-Волга (2006) |                                                                                                   |
|                    | youtube — 1 ч 7 мин реж. П. Лабазов и А. Сильвестров; премия Кандинского-2007 за медиапроект года |

| Внешние видеофайлы | Внешние видеофайлы                                               |
| ------------------ | ---------------------------------------------------------------- |
| Мозг (2009)        |                                                                  |
|                    | youtube — 1 ч 4 мин реж. А. Сильвестров при участии М. Игнатьева |

| Внешние видеофайлы | Внешние видеофайлы                                                           |
| ------------------ | ---------------------------------------------------------------------------- |
| Прорубь (2016)     |                                                                              |
|                    | youtube — 1 ч 9 мин                                                          |
|                    | vimeo — 1 ч 6 мин реж. А. Сильвестров; рифмованная сказка про говорящую щуку |

| Внешние видеофайлы      | Внешние видеофайлы                                                |
| ----------------------- | ----------------------------------------------------------------- |
| Спродюсированные фильмы |                                                                   |
|                         | За Маркса... (2012) — 1 ч 43 мин реж. С. Баскова                  |
|                         | Мечта олигарха (2012) — 1 ч 44 мин реж. О. Хайбуллин              |
|                         | Эликсир (2015) — 1 ч 23 мин реж. Д. Зинченко                      |
|                         | Дуракам здесь не место (2015) — 1 ч 27 мин, реж. О. Мавроматти    |
|                         | Год литературы (2015) — 1 ч 3 мин реж. О. Столповская             |
|                         | Обезьяна, страус и могила (2017) — 1 ч 35 мин, реж. О. Мавроматти |
|                         | Тетраграмматон (2017) — 1 ч 5 мин реж. К. Козинский               |
|                         | Полупроводник (2018) — 1 ч 17 мин реж. О. Мавроматти              |
|                         | Страх внизу живота (2018) — 59 мин реж. О. Столповская            |

| Внешние видеофайлы              | Внешние видеофайлы                               |
| ------------------------------- | ------------------------------------------------ |
| Страна странных аффектов (2018) |                                                  |
|                                 | vimeo — 20 мин реж. А. Сильвестров и У. Гершович |

| Внешние видеофайлы         | Внешние видеофайлы                 |
| -------------------------- | ---------------------------------- |
| Первые коллективные фильмы |                                    |
|                            | Россия как сон (2016) — 1 ч 11 мин |
|                            | Облако Волгоград (2018) — 29 мин   |

| Внешние видеофайлы             | Внешние видеофайлы           |
| ------------------------------ | ---------------------------- |
| Сны на районе (альманах, 2019) |                              |
|                                | Срай — 15 мин, реж. Я. Осман |

| Внешние видеофайлы                          | Внешние видеофайлы |
| ------------------------------------------- | --- |
| Сны на районе. Восьмёрка (веб-сериал, 2019) | |
|                                             | s1e1 — 5:44 — Екатерина Зубкова |
|                                             | s1e2 — 4:04 — Юрий Голубев |
|                                             | s1e3 — 8:56 — Яна Сидоркина |
|                                             | s1e4 — 5:44 — Яна Осман |
|                                             | s1e5 — 4:25 — Александра Харина |
|                                             | s1e6 — 6:25 — Владимир Милованов |
|                                             | s1e7 — 3:57 — Иван Сусарин |
|                                             | s1e8 — 3:07 — Светлана Яковлева |
|                                             | s2e1 — 2:59 — Олег Коронный |
|                                             | s2e2 — 6:29 — Владимир Вялов |
|                                             | s2e3 — 3:01 — Анастасия Верейкина |
|                                             | s2e4 — 4:26 — Михаил Бодухин |
|                                             | s2e5 — 6:00 — Пётр Волошин |
|                                             | s2e6 — 3:27 — Елена Скрипкина альманах и сериал «Сны на районе» созданы в рамках сотрудничества А. Сильвестрова (Мастерской коллективного кино) и фонда V-A-C |

## Общественная позиция
В марте 2014 году подписал письмо «Мы с Вами!» «КиноСоюза» в поддержку Украины.

Взять сейчас деньги у Министерства культуры — это испоганить фильм. Мне кажется, деятельность Министерства культуры хорошо бы запретить. Они целенаправленно уничтожают культуру. Сегодня — кино, театры, следующими станут музеи.
Андрей Сильвестров в интервью Ларисе Малюковой, Новая газета, 13 сентября 2017 г.

## Семья
Отец — Вячеслав Владимирович Сильвестров; мать — Марина Гургеновна Сильвестрова.
Жена — Анастасия Владимировна Кувыкина; сын — Пётр Сильвестров, кинооператор.
Дядя — Сильвестров, Дмитрий Владимирович (род. 1937), советский и российский поэт-переводчик.